# Thora Birch
Thora Renee Birch (Los Angeles, Estats Units, 11 de març de 1982) és una actriu estatunidenca. Va començar la seva carrera en els anys 1990, treballant en pel·lícules com Hocus Pocus (1993), Amigues per sempre (1995) i Alaska, terra d'aventures (1996). Cap al final de la mateixa dècada va començar a tenir papers més madurs, destacant en pel·lícules com American Beauty (1999), The Hole (2001) i Ghost World (2001). A més ha rebut nominacions per als premis Emmy, Globus d'Or i BAFTA, entre d'altres.

## Biografia
Nascuda l'11 de març de 1982 a Los Angeles, Califòrnia. El cognom original de la família era Biersch, provinent d'Alemanya. El nom Thora és l'equivalent femení de Thor, un déu de la mitologia nòrdica.
El 1988 va començar amb l'actuació, amb el paper de Molly en la sèrie televisiva Day by Day. Aquell mateix any va debutar al cinema, amb un paper en Purple People Eater (1988). El 1995 va actuar en la pel·lícula Amigues per sempre, al costat de Gaby Hoffmann, Christina Ricci, Demi Moore i Melanie Griffith. A l'any següent va filmar Alaska, on va interpretar a Jessie Barnes, una jove que es trasllada a Alaska amb el seu pare i el seu germà, després de la mort de la seva mare. Més tard, el 1999, Birch va obtenir bones crítiques a nivell mundial gràcies al seu paper de Jane Burnham en la pel·lícula American Beauty.
Després de tenir papers principals en The Smokers (2000), Dungeons & Dragons (2000) i The Hole (2001), Birch va ser contractada per Ghost World, al costat de Scarlett Johansson i Steve Buscemi. Encara que la pel·lícula no va ser un gran èxit de taquilla, va ser molt elogiada pels crítics i es va consolidar com a pel·lícula de culte entre els seus seguidors, al mateix temps que l'actuació de Birch resultava igualment elogiada, la qual cosa li va merèixer una nominació al Globus d'Or com a millor actriu.

## Filmografia
Les seves pel·lícules més destacades són:
- Purple People Eater (1988)
- All I Want for Christmas (1991)
- Paradise (1991)
- Itsy Bitsy Spider (1992) (veu)
- Juego de patriotas (1992)
- Hocus Pocus (1993)
- Un lladre de quatre mans (Monkey Trouble) (1994)
- Amigues per sempre (Now and Then) (1995)
- Alaska (1996)
- Anywhere But Here (1999)
- American Beauty (1999)
- The Smokers (2000)
- Dungeons & Dragons (2000)
- Ghost World (2001)
- The Hole (2001)
- Shadow Realm (2002) (TV)
- Homeless to Harvard: The Liz Murray Story (2003) com Elizabeth Murray.
- The Dot (2004) (narradora)
- Silver City (2004)
- Slingshot (2005)
- Silence becomes you (2005)
- Dark Corners (2006)
- Tainted Love (2006)
- Train (2008)
- Cavegirl (2009)
- Winter of frozen dreams (2009)
- Deadline (2009)
- The Pregnancy Pact (2010)
- The Story of Bonnie and Clyde (2010)
- Crossmaglen (2010)
- The Walking Dead (2019-2020)

## Premis

### Globus d'Or
| Any  | Categoria                                       | Pel·lícula  | Resultat |
| ---- | ----------------------------------------------- | ----------- | -------- |
| 2001 | Globus d'Or a la millor actriu musical o còmica | Ghost World | Nominada |

### BAFTA
| Any  | Categoria                           | Pel·lícula      | Resultat |
| ---- | ----------------------------------- | --------------- | -------- |
| 1999 | Oscar a la millor actriu secundària | American Beauty | Nominada |

### Premis del Sindicat d'Actors
| Any  | Categoria          | Pel·lícula      | Resultat'  |
| ---- | ------------------ | --------------- | ---------- |
| 1999 | Millor repartiment | American Beauty | Guanyadora |

### Primetime Emmy
| Any  | Categoria                            | Pel·lícula                                | Resultat |
| ---- | ------------------------------------ | ----------------------------------------- | -------- |
| 2003 | Millor actriu - Minisèrie o telefilm | Homeless to Harvard: The Liz Murray Story | Nominada |